# Pangolins (album)
Pangolins is het tiende album van de Britse country- en folkband Plainsong. De band was in 1972 gevormd door Iain Matthews en Andy Roberts.

## Achtergrond
Iain Matthews (die zich van 1966 tot 1989 Ian noemde) was in 1968 mede-oprichter van de Britse folkband Fairport Convention. Hij heeft gespeeld op drie albums van die band. Daarna richtte hij Matthews Southern Comfort op, die een nummer 1-hit had in Groot-Brittannië met het nummer Woodstock. Dat werd geschreven door Joni Mitchell. Plainsong is opgeheven in 1973 en nieuw leven ingeblazen in 1991. De band heeft wisselende samenstellingen gehad, waarbij ze met tussenpozen hebben opgetreden en opgenomen. Het meest recente optreden was in augustus 2017 op het Cropredy Festival in Engeland. Ian Matthews was de enige die vanaf de oprichting actief is in de band.
Op dit album staan vooral melodieuze, gevoelige nummers met folk invloeden en harmonieuze zang. Er worden ook minder bekende instrumenten gebruikt zoals dulcimer en bouzouki. Numbers begint met accordeon en mondharmonica. De meeste nummers zijn door de bandleden zelf geschreven. Poor moon is geschreven door Al Wilson (Blind Owl) van Canned Heat, die ook Goin' up the country en On the road again heeft gecomponeerd. Sloth is van de hand van Richard Thompson en Dave Swarbrick, die beiden in Fairport Convention hebben gespeeld. Dit album is opgenomen op 4-16 november 2002 in Shutteroaks Cottage, Somerset, Engeland.

## Medewerkers

### Muzikanten
- Iain Matthews – zang, akoestische gitaar, percussie
- Andy Roberts – zang, akoestische en elektrische gitaar, dulcimer, bouzouki, mandoline
- Mark Griffins – zang (harmonie), bas-, elektrische- en akoestische gitaar, mandoline
- Julian Dason – zang, akoestische en elektrische gitaar, mondharmonica, 12-snarige gitaar
- Andy Metcalfe – piano, accordeon, bas, programmeren

### Overige medewerkers
- productie – Andy Metcalfe en Plainsong
- geluidstechniek en mixing – Andy Metcalfe
- mastering Andy Harm in Famous Kitchen
- foto’s – Karl Maria Hofer
- hoesontwerp – Matthias LangerM Design

## Muziek
| Nr. | Titel                                          | Duur |
| --- | ---------------------------------------------- | ---- |
| 1.  | Milarepa’s song (trad./A. Roberts)             | 3:00 |
| 2.  | Changing of the guard (I. Matthews/J. Rathje)  | 4:19 |
| 3.  | Numbers (J. Dawson)                            | 4:28 |
| 4.  | Here comes the rain (I. Matthews)              | 3:03 |
| 5.  | Needle in the hay (I. Matthews)                | 5:22 |
| 6.  | Poor moon (A. Wilson)                          | 3:15 |
| 7.  | Barbed wire fence (I. Matthews/J. Dawson)      | 3:21 |
| 8.  | Sloth (R. Thompson/ D. Swarbrick)              | 4:59 |
| 9.  | All new people (I. Matthews/ J. Dawson)        | 4:37 |
| 10. | Naamloos (writer unknown)                      | 2:59 |
| 11. | Ballad of Frankie Frame (J. Dawson/R. Kennedy) | 3:30 |
| 12. | Blossom (I. Matthews/P. Droge/ R. Hedeboe)     | 4:02 |